# William Hamilton (filosofo)

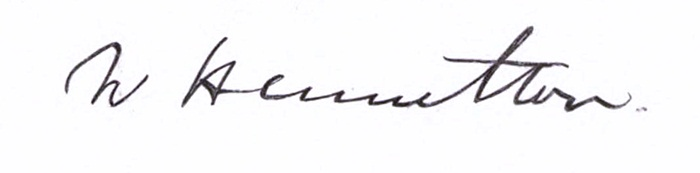
Firma di William Hamilton

Sir William Sterling Hamilton (Glasgow, 1788 – Edimburgo, 1856) è stato un filosofo scozzese Docente di logica e metafisica all'università di Edimburgo dal 1836 e corrispondente di Victor Cousin, fu uno dei più importanti filosofi britannici del XIX secolo.

## Biografia
Hamilton condusse i suoi studi nell'Università di Glasgow e nel Balliol College di  Oxford nel 1807 come beneficiario di una borsa di studio. Inizialmente si dedicò allo studio della medicina ma alla fine scelse il diritto divenendo nel 1813 avvocato. Alcune sue ricerche araldiche gli permisero di rivendicare e assumere il titolo di baronetto.
In seguito a due suoi soggiorni in Germania nel 1817 e nel 1820, decise di dedicarsi allo studio del tedesco e della filosofia tedesca contemporanea, largamente ignota nella Gran Bretagna di quel periodo. Non riuscì nel 1820 ad ottenere una cattedra di filosofia morale all'Università di Edimburgo dove insegnò invece storia a partire dal 1821.
Nel 1829 iniziò a pubblicare una serie di articoli su temi filosofici e letterari nell'Edinburgh Review: il primo lavoro intitolato Philosophie de l'Inconditionné era una critica del Cours de Philosophie di Auguste Comte e due altri La Philosophie de la Perception e Logique esponevano la sua dottrina.
Nominato nel 1836 professore di logica e di metafisica all'Università di Edimburgo iniziò ad avere grande influenza sulla vita intellettuale scozzese. Intraprese allora un'edizione delle opere di Thomas Reid, filosofo scozzese dell'Illuminismo, ma il suo lavoro fu travagliato a partire dal 1844 da un ictus che lo lasciò semi paralizzato.
Iniziò la scrittura di una grande opera storica, che non riuscì a completare, dedicata alla persona e alla dottrina di Martin Lutero. Nel 1852 fu pubblicata con il titolo Dissertations sur la philosophie, la littérature et la réforme una raccolta dei suoi articoli sull'Edinburgh Review. Nel 1854-1855 pubblicò nove volumi sulle opere del filosofo scozzese Dugald Stewart discepolo di Reid. Continuò ad insegnare nell'università fino a poco tempo prima della sua morte avvenuta nel 1856.

## Il pensiero
Nelle sue Lectures on metaphysic and logic, pubblicate postume nel 1860, Hamilton avanza la teoria della "quantificazione" del predicato, della necessità cioè, di indicare nel predicato costituito da più realtà anche la quantità di queste realtà per cui ad esempio è meglio per la precisione dire che Pietro, Giacomo e Giovanni furono tre apostoli di Gesù, piuttosto che affermare genericamente che furono apostoli.
Nella stessa opera Hamilton condivide la teoria della scuola scozzese che basava la certezza della realtà del mondo su quello che chiamava il senso comune per il quale, in modo condiviso, ognuno crede intuitivamente nell'esistenza degli oggetti esterni e del proprio io ma, aggiungeva Hamilton, ciò non ci dà certezza di cogliere in questo modo l'essenza della realtà che, seppure modificata dalla nostra percezione sensibile e dalle capacità conoscitive che la rendono inconoscibile, rimane tuttavia un oggetto certamente esistente come diverso da noi (un non-io):
Un non-io, una "cosa in sé" dunque che già il criticismo kantiano aveva esclusa dalle possibilità conoscitive dell'uomo con la conclusione, condivisa da Hamilton, che la nostra conoscenza, sia pure immediata e intuitiva, è sempre relativa al nostro modo di cogliere la realtà. È impossibile quindi, contrariamente a quanto pensavano Friedrich Schelling e Victor Cousin, di poter attingere l'Assoluto che pure esiste ma in cui si può soltanto credere. Quando infatti intuisco l'Assoluto lo penso e nel tempo stesso lo modifico, lo rendo da infinito, qual è per definizione, a finito, lo concepisco ma assieme lo rendo inconcepibile:

«l'Assoluto non è concepibile che come negazione della concepibilità [...] ma poiché la sfera della nostra credenza è molto più estesa della sfera della nostra conoscenza» posso legittimamente credere, avere fede nell'esistenza dell'Assoluto.
John Stuart Mill, contrastò fortemente la dottrina di Hamilton in un'opera intitolata Esame della filosofia di Sir William Hamilton (1865) dove sosteneva che ogni nostro atto conoscitivo si risolve in un complesso di idee variamente associate che non hanno nessuna relazione con la realtà oggettiva come al contrario credeva il filosofo scozzese.

## Opere principali
- Discussions on philosophy and literature (1852);
- Education and university reform (1852);
- On truth and error (1856);
- Lectures on metaphysic and logic (postumo, 1858-60).